# Эстрадиола валерат
Эстрадиола валерат (англ. estradiol valerate), продаваемый под торговыми марками Delestrogen, Progynon Depot, Progynova и другими, является эстрогенным препаратом, который используется в гормональной терапии менопаузальных симптомов и низкого уровня эстрогенов у женщин, в гормональной терапии для трансгендерных женщин и в гормональных противозачаточных средствах у женщин. Он также используется при лечении рака простаты у мужчин. Препарат принимают перорально либо путем внутримышечного введения один раз в 1-4 недели.
Побочные эффекты эстрадиола валерата включают повышение чувствительности груди, увеличение груди, тошноту, головную боль и задержку жидкости. Эстрадиола валерат является синтетическим эстрогеном и, следовательно, агонистом рецептора эстрогена (ЭР), биологической мишени таких эстрогенов, как эстрадиол. Это эфирный эстроген и пролекарство эстрадиола в организме. В связи с этим он считается естественной и биоидентичной формой эстрогена.
Эстрадиола валерат впервые был описан в 1940 году и введен в употребление в медицине в 1954 году. Наряду с эстрадиола ципионатом, он является одним из наиболее широко используемых эфиров эстрадиола. Эстрадиола валерат используется в Соединенных Штатах, Канаде, Европе и во многих других странах мира. Он доступен в виде дженерика.

## Медицинские применения
Медицинское применение эстрадиола валерата такое же, как и у эстрадиола и других эстрогенов. В числе показаний к применению препарата можно назвать гормональную терапию и гормональную контрацепцию. Что касается последней, то эстрадиола валерат доступен в сочетании с прогестином в качестве комбинированного эстрадиол-содержащего орального контрацептива, и в качестве комбинированного контрацептива для подкожных инъекций. Наряду с эстрадиола ципионатом, эстрадиола ундецилатом и эстрадиола бензоатом, эстрадиола валерат используется в качестве феминизирующей гормональной терапии для трансгендерных женщин. Он также используется в качестве одной из форм высокодозированной эстрогенной терапии при лечении рака предстательной железы у мужчин. Для имитации цикла гормональной активности, характерной для нормального менструального цикла, данный препарат комбинируется с производным естественного прогестерона (эстрадиола валерат/медроксипрогестерона ацетат).